# Клаасен, Лариса
Лариса Клаасен (нидерл. Larissa Klaassen; род. 1994, Ден-Хелдер, Северная Голландия) ― нидерландская паралимпийская велосипедистка, серебряный призёр Паралимпиады 2016 года, чемпионка Паралимпийских игр 2020 в Токио в гонке на время В.

## Биография
Родилась в 1994 году в Ден Хелдере, Нидерланды.
Из-за нарушения зрения Клаассен может различать только свет и тьму.
Она представляла Нидерланды на летних Паралимпийских играх 2016 года в Рио-де-Жанейро, Бразилия. Вместе со зрячим пилотом Халигом Долманом она выиграла серебряную медаль в гонке на время на 1 км среди женщин.
Клаассен и Долман также участвовали в гонке на время в гонке B среди женщин, где они заняли 11-е место. [2] Они также участвовали в гонке B среди женщин и не финишировали в этом виде.
На чемпионате мира UCI по пара-велоспорту на треке, который проходил в Монтикьяри, Италия, Долман и Клаассен завоевали золотую медаль в гонке на 1 км среди женщин. Они также выиграли бронзовые медали в женском спринте.
На чемпионате мира UCI по пара-велоспорту на треке 2019 года, который проходил в Апелдорне, Нидерланды, Клаассен и ее зрячая пилот Имке Броммер выиграли серебряную медаль в гонке на время среди женщин на 500 м B и бронзовую медаль в женском спринте B.

### Паралимпиада 2020 в Токио
Лариса Клаассен и зрячий пилот Имке Броммер завоевали золотую медаль в гонке на время среди женщин на летних Паралимпийских играх 2020 года в Токио. Она также установила новый паралимпийский рекорд — 1: 05.291.